# فاطمة حقيقتجو
فاطمة حقيقتجو (بالفارسية: فاطمه حقیقت‌جو) هي سياسية وباحثة إصلاحيّة إيرانيّة اشتهرت بفضل نشاطها الحُقوقي فضلًا عن شغلها لمنصبٍ في مجلس الشورى الإسلامي (البرلمان الإيراني) من عام 2000 إلى عام 2004. غادرت إيران في عام 2005 وتُقيم حاليًا في الولايات المتحدة الأمريكية حيث تُعدّ الرئيس التنفيذي والمؤسس المشارك لمنظمة نيد التي تهتمّ بالديمقراطيات في إيران.

## الحياة المُبكرة والتعليم
وُلدت فاطمة في عام 1968 في العاصِمة طهران لعائلة تقليدية ومُحافظة. فقدت والدها وهي في عُمر السادسة بسبب حادث سير ثمّ تربت منذ ذلك الحين معَ والدتها التي تعتنقُ الإسلام. حضرت جامعة طهران ومن ثمّ جامعة تربية مدرس كما نالت شهادة جامعيّة في علم النفس وشهادة دكتوراه بعدما تخصصت في العِلاج العائلي. برزت في البداية كناشطة في مكتب تعزيز الوحدة قبل أن تقتحمَ عالم السياسة في وقتٍ لاحق.

## الحياة السياسية
عملت فاطمة لصالح الحملة الانتخابيّة للمُرشح الرئاسي محمد خاتمي ثمّ انضمّت في وقتٍ لاحق إلى جبهة المشاركة حتّى صارت زعيمة لها. شاركت في عام 2000 في بعضِ الحملات السياسيّة مما مكّنها من الحصول على مقعد في البرلمان الإيراني لتُصبح بذلك أصغر نائبة حتى تلك الفترة.
منذ ذلك الحين؛ برزت فاطمة كداعية لحقوق المرأة وكمُطالِبة بالإصلاحات الديمقراطية حيثُ ساهمت في اقتراح مشروع قانون الانضمام إلى اتفاقية القضاء على جميع أشكال التمييز ضد المرأة. بسببِ نشاطها الحقوقي؛ اتُهمت حقيقتجو بتحريف كلمات روح الله الخميني وإهانة علي خامنئي في عام 2001 خلال خِطاب ألقتهُ في قزوين. أُدينت بعدّة تُهم وحكم عليه في نهاية المطاف بالسجن عشرة أشهر مع وقف التنفيذ. استقالت فاطمة في 23 شباط/فبراير 2004 من منصبها في البرلمان على أساس أنها لم تعد قادرة بالوفاء باليمين الدستورية بسببِ عدّة مشاكل حصلت لها خلال فترتها في المجلس.

## المسيرة المهنية
كانت فاطِمة معلمة رياضيات ثم عملت كمستشارة في امدرسة ثانوية للفتيات قبل أن تَعمل كمحاضرة في جامعة طهران وجامعة شهيد بهشتي. شغلت أيضا منصبَ عضوة في هيئة التدريس السابقة في جامعة ماساتشوستس في بوسطن وكذا في جامعة كونيتيكت كما شغلت منصب زميلة باحثة في في مدرسة كينيدي ومن ثمّ في جامعة هارفارد وكذا في معهد ماساتشوستس للتكنولوجيا.

## الآراء
تعتبرُ فاطمة نفسها نسوية وقد رودَ اسمها في جريدة بوسطن غلوب باعتبارها أحد أبرز المُدافِعات عن الديمقراطية الإسلاميّة في إيران وخارجها كما تُؤيد ضمنيًا مفهوم الفصل بين الكنيسة والدولة.

## الحياة الشخصيّة
فاطمة مُتزوجة من مراسل يعملُ لدى قناة محليّة حيثُ يغطي عادةً أحداث وقرارات مجلس الشورى. رُرزقَ الثنائي بأوّل طفلة لهمَا عام 2003 وقد سمّياها سارة تاهافوري.